# Brama orcini
Cá vền biển (Danh pháp khoa học: Brama orcini) là một loài cá biển trong họ cá vền biển Bramidae thuộc bộ cá vược Perciformes, chúng thuộc nhóm cá biển khơi sống ngoài bờ biển khoảng 20 hải lý. Tây Ban Nha là nhà sản xuất cá vền biển lớn thứ ba trên thế giới, sau Hy Lạp và Thổ Nhĩ Kỳ, và là quốc gia đầu tiên trong bảng xếp hạng tiêu thụ cá vền biển.

## Nuôi cá
Người ta đã thành công trong việc cho cá vền biển nuôi ăn một hỗn hợp thức ăn với các thành phần protein thực vật là lúa mì, đậu nành hoặc gluten dầu hạt cải và bột moi lân. Nguồn thức ăn này đã được nhận thấy là một loại thực phẩm hấp dẫn cá vền biển nuôi, làm những con cá vền nặng 150g đạt được trọng lượng gần với kích thước thương mại là 400 gram hướng tới việc đạt được trọng lượng cá lên đến 600 gram, đó là trọng lượng trung bình để bán.
Hiện nay, thức ăn từ bột cá là tốn kém hơn vì sản lượng cá khai thác đã giảm từ 7 xuống 4 triệu tấn kể từ năm 1990, với sự thay thế 25% đến 30% bột cá bằng các thành phần khác và lên đến 50% hỗn hợp thực vật (không bổ sung thêm các amino acid), sẽ không có sự khác biệt trong sự phát triển của cá vền biển. Các nguồn protein thực vật không gây ra bất kỳ sự suy giảm nào về chất dinh dưỡng, do các amino acid được sử dụng bởi cá vền biển để xây dựng protein cơ thể của chúng. 